# Polsat Viasat Nature
Polsat Viasat Nature – szwedzka stacja telewizyjna o tematyce przyrodniczej nadawana przez grupę medialną MTG Viasat i Telewizję Polsat.

## Sygnał
Stacja zastąpiła nadawaną w Szwecji w latach 1994–1998 stację dla kobiet TV6. Jej start datuje się na 1998, kiedy to przyjął nową nazwę TV6 Nature World, przy czym został udostępniony w całej Skandynawii. Rozpoczął nadawać filmy poświęcone dzikiej przyrodzie w godzinach 6:00–21:00. Pozostałą część ramówki (w godzinach 21:00–00:00) wypełniał kanał TV6 Action World, poświęcony filmom i serialom akcji. Z kolei w 2002 roku obydwa kanały zmieniły swoje nazwy odpowiednio na Viasat Nature i Viasat Action.
Zawartość Viasat Action stopniowo zawierała więcej seriali dokumentalnych poświęconych przestępstwom, dlatego 1 października 2005 roku zmieniono jego nazwę na Viasat Crime. Wzrost oglądalności pasma spowodował, że 1 lutego 2007 roku rozszerzono czas jego emisji o godzinę (od 20:00 do północy), kosztem Viasat Nature (dostępny w godzinach 06:00–20:00). W tej formule stacja nadaje w całej Skandynawii.
5 maja 2010 kanał Viasat Nature rozpoczął swoje całodobowe nadawanie na rynkach Europy Środkowej i Wschodniej, między innymi w Polsce w polskiej wersji językowej. Od 16 stycznia 2013 emituje programy w panoramicznym formacie 16:9.
Obecnie sygnał Viasat Nature nadawany jest w:
- Skandynawii (w Szwecji, Norwegii, Danii, Finlandii – jako kanał łączony z Viasat Crime) oraz w
- Europie Wschodniej (w Estonii, Rosji, Mołdawii oraz na Litwie, Łotwie, Ukrainie, Białorusi)
- Europie Środkowo-Wschodniej (w Polsce, Czechach, Rumunii, Bułgarii oraz na Węgrzech – jako kanał całodobowy).

## Logo
| 5 maja 2010 – 1 marca 2013      | Jasnozielony okrąg, a w nim biała litera N. Z lewego górnego rogu w kole napis Viasat. Pod okręgiem szary napis Nature. Litera N takiego samego koloru jak okrąg. | Polsat Viasat Nature logo |
| 2 marca 2013 – 28 kwietnia 2014 | Logo takie samo jak wcześniej, tylko że pod napisem Nature z prawej strony jasnozielony prostokąt z napisem Polsat.                                               | Polsat Viasat Nature logo |
| 29 kwietnia 2014 – 2022         | Zielona litera N, a pod nią w szarym prostokącie słowo Viasat. Poniżej ciemnozielony napis Nature. Pod napisem zielony kwadrat z białym napisem Polsat w środku.  | Polsat Viasat Nature logo |
| – 2022                          | Zielona litera N, a pod nią w szarym prostokącie słowo Viasat. Poniżej zielony napis Nature. Pod napisem zielony kwadrat z białym napisem Polsat w środku.        | Polsat Viasat Nature logo |

## Oglądalność
Wszyscy 4+:
|      | styczeń | luty   | marzec | kwiecień | maj    | czerwiec | I półrocze | lipiec | sierpień | wrzesień | październik | listopad | grudzień | cały rok |
| ---- | ------- | ------ | ------ | -------- | ------ | -------- | ---------- | ------ | -------- | -------- | ----------- | -------- | -------- | -------- |
| 2020 | 0,056%  |        | 0,072% | 0,090%   | 0,072% | 0,087%   | 0,073%     | 0,069% | 0,084%   |          |             |          |          |          |
| 2019 | 0,054%  | 0,049% | 0,050% | 0,056%   | 0,065% | 0,060%   | 0,060%     | 0,061% |          | 0,047%   |             |          | 0,059%   | 0,059%   |
| 2018 | 0,03%   | 0,03%  | 0,04%  | 0,03%    | 0,03%  | 0,030%   | 0,033%     | 0,031% | 0,029%   | 0,029%   | 0,033%      | 0,050%   | 0,051%   | 0,035%   |
| 2017 | 0,05%   | 0,06%  | 0,04%  | 0,03%    | 0,03%  | 0,03%    | 0,04%      | 0,03%  | 0,04%    | 0,03%    | 0,03%       | 0,04%    | 0,03%    | 0,04%    |
| 2016 | 0,05%   | 0,04%  | 0,06%  | 0,06%    | 0,05%  | 0,045%   | 0,053%     | 0,07%  | 0,07%    | 0,06%    | 0,06%       | 0,07%    | 0,07%    | 0,06%    |
| 2015 | 0,04%   |        |        |          | 0,04%  |          | 0,040%     |        | 0,04%    | 0,04%    |             | 0,05%    |          | 0,04%    |
| 2014 | 0,03%   | 0,03%  | 0,02%  |          |        |          |            |        |          |          | 0,02%       |          |          |          |
| 2013 |         |        | 0,030% | 0,037%   | 0,021% | 0,029%   |            | 0,024% | 0,025%   | 0,030%   |             |          |          | 0,03%    |